# Staré Křečany
Staré Křečany (en allemand : Alt Ehrenberg) est une commune du district de Děčín, dans la région d'Ústí nad Labem, en Tchéquie. Sa population s'élevait à 1 231 habitants en 2021.

## Géographie
Staré Křečany se trouve à 29 km au nord-est de Děčín, à 45 km au nord-est d'Ústí nad Labem et à 98 km au nord de Prague.
La commune est limitée par Velký Šenov et Šluknov au nord, par Rumburk à l'est, par Krásná Lípa et Doubice au sud, et par l'Allemagne et Mikulášovice à l'ouest.

## Histoire
La première mention écrite du village date de 1084. Il se trouve dans la région historique de Bohême.

## Administration
La commune se compose de six quartiers :
- Staré Křečany
- Brtníky
- Kopec
- Nové Křečany
- Panský
- Valdek

## Transports
Par la route, Staré Křečany se trouve  à 5 km de Rumburk, à 40 km de Děčín, à 63 km d'Ústí nad Labem et à 131 km de Prague.